# Тур ATP 1997
Тур ATP 1997 — елітний світовий тур тенісистів професіоналів, що проводиться Асоціацією тенісистів професіоналів (ATP) з січня до листопадд 1997 року. Тур включав чотири турніри Великого шлему, Фінал ATP, ATP Super 9, ATP International Series Gold, ATP International Series, ATP World Team Cup.

## Розклад турнірів
Легенда
| Турнір Великого Шолому       |
| ATP Tour World Championships |
| ATP Super 9                  |
| ATP Championship Series      |
| ATP World Series             |
| Командні змагання            |

### Січень
| Тиждень           | Турнір | Чемпіони                                      | Фіналісти                                    | Півфіналісти                                                        | Чвертьфіналісти                                                      |
| ----------------- | --- | --------------------------------------------- | -------------------------------------------- | ------------------------------------------------------------------- | -------------------------------------------------------------------- |
| 30 грудня         | Hopman Cup Перт, Австралія Hopman Cup Тверде (i) – 8 teams (RR)                                                                                  | США · 2–1                                     | ПАР                                          | Вибули у груповому турнірі (Група A) Хорватія · Франція · Австралія | Вибули у груповому турнірі (Група B) Швейцарія · Румунія · Німеччина |
| 30 грудня         | Australian Men's Hardcourt Championships Аделаїда, Австралія World Series Тверде – $303,000 – 32S/16D Одиночний розряд – Парний розряд           | Тодд Вудбрідж 6–2, 6–1                        | Скотт Дрейпер                                | Мікаель Тільстрем Джефф Таранго                                     | Андрій Черкасов Алекс О'Браєн Йонас Бйоркман Кароль Кучера           |
| 30 грудня         | Australian Men's Hardcourt Championships Аделаїда, Австралія World Series Тверде – $303,000 – 32S/16D Одиночний розряд – Парний розряд           | Патрік Рафтер Браян Шелтон 6–4, 1–6, 6–3      | Тодд Вудбрідж Марк Вудфорд                   | Мікаель Тільстрем Джефф Таранго                                     | Андрій Черкасов Алекс О'Браєн Йонас Бйоркман Кароль Кучера           |
| 30 грудня         | Qatar ExxonMobil Open Доха, Катар World Series Тверде – $600,000 – 32S/16D Одиночний розряд – Парний розряд                                      | Джим Кур'є 7–5, 6–7(5–7), 6–2                 | Тім Генман                                   | Серхі Бругера Хішам Аразі                                           | Томас Мустер Петр Корда Магнус Густафссон Магнус Ларссон             |
| 30 грудня         | Qatar ExxonMobil Open Доха, Катар World Series Тверде – $600,000 – 32S/16D Одиночний розряд – Парний розряд                                      | Якко Елтінг Паул Гаргейс 6–3, 6–2             | Патрік Фредрікссон Маґнус Норман             | Серхі Бругера Хішам Аразі                                           | Томас Мустер Петр Корда Магнус Густафссон Магнус Ларссон             |
| 6 січня           | Sydney International Сідней, Австралія World Series Тверде – $303,000 – 32S/16D Одиночний розряд – Парний розряд                                 | Тім Генман 6–3, 6–1                           | Карлос Моя                                   | Горан Іванишевич Альберт Коста                                      | Сендон Столл Алекс О'Браєн Байрон Блек Патрік Рафтер                 |
| 6 січня           | Sydney International Сідней, Австралія World Series Тверде – $303,000 – 32S/16D Одиночний розряд – Парний розряд                                 | Луїс Лобо Хав'єр Санчес 6–4, 6–7, 6–3         | Паул Гаргейс Ян Сімерінк                     | Горан Іванишевич Альберт Коста                                      | Сендон Столл Алекс О'Браєн Байрон Блек Патрік Рафтер                 |
| 6 січня           | BellSouth Open Окленд (Нова Зеландія), Нова Зеландія World Series Тверде – $303,000 – 32S/16D Одиночний розряд – Парний розряд                   | Йонас Бйоркман 7–6(7–0), 6–0                  | Кеннет Карлсен                               | Маркос Ондруска Їржі Новак                                          | Марсело Ріос Ян-Майкл Гембілл Ернан Гумі Алекс Радулеску             |
| 6 січня           | BellSouth Open Окленд (Нова Зеландія), Нова Зеландія World Series Тверде – $303,000 – 32S/16D Одиночний розряд – Парний розряд                   | Елліс Феррейра Патрік Гелбрайт 6–4, 4–6, 7–6  | Рік Ліч Джонатан Старк                       | Маркос Ондруска Їржі Новак                                          | Марсело Ріос Ян-Майкл Гембілл Ернан Гумі Алекс Радулеску             |
| 13 січня 20 січня | Відкритий чемпіонат Австралії з тенісу Мельбурн, Австралія Grand Slam Тверде – $3,538,866 – 128S/64D/32XD Одиночний розряд – Парний розряд Мікст | Піт Сампрас 6–2, 6–3, 6–3                     | Карлос Моя                                   | Томас Мустер Майкл Чанг                                             | Альберт Коста Горан Іванишевич Фелікс Мантілья Марсело Ріос          |
| 13 січня 20 січня | Відкритий чемпіонат Австралії з тенісу Мельбурн, Австралія Grand Slam Тверде – $3,538,866 – 128S/64D/32XD Одиночний розряд – Парний розряд Мікст | Тодд Вудбрідж Марк Вудфорд 4–6, 7–5, 7–5, 6–3 | Себастьян Ларо Алекс О'Браєн                 | Томас Мустер Майкл Чанг                                             | Альберт Коста Горан Іванишевич Фелікс Мантілья Марсело Ріос          |
| 13 січня 20 січня | Відкритий чемпіонат Австралії з тенісу Мельбурн, Австралія Grand Slam Тверде – $3,538,866 – 128S/64D/32XD Одиночний розряд – Парний розряд Мікст | Рік Ліч Манон Боллеграф 6–3, 6–7(5–7), 7–5    | Джон-Лаффньє де Ягер Лариса Савченко-Нейланд | Томас Мустер Майкл Чанг                                             | Альберт Коста Горан Іванишевич Фелікс Мантілья Марсело Ріос          |
| 27 січня          | Croatian Indoors Загреб, Хорватія World Series Килим (i) – $375,000 – 32S/16D Одиночний розряд – Парний розряд                                   | Горан Іванишевич 7–6(7–4), 4–6, 7–6(8–6)      | Грег Руседскі                                | Хав'єр Санчес Томас Енквіст                                         | Алекс Радулеску Гастон Етліс Мартін Дамм Хішам Аразі                 |
| 27 січня          | Croatian Indoors Загреб, Хорватія World Series Килим (i) – $375,000 – 32S/16D Одиночний розряд – Парний розряд                                   | Саша Хіршзон Горан Іванишевич 6–4, 6–3        | Брент Гейгарт Марк Кейл                      | Хав'єр Санчес Томас Енквіст                                         | Алекс Радулеску Гастон Етліс Мартін Дамм Хішам Аразі                 |
| 27 січня          | Shanghai Open Шанхай, КНР World Series Килим (i) – $305,000 – 32S/16D Одиночний розряд – Парний розряд                                           | Ян Крошлак 6–2, 7–6(7–2)                      | Олександр Волков                             | Бретт Стівен Леандер Паес                                           | Даг Флек Жерар Сальвз Джефф Таранго Жером Гольмар                    |
| 27 січня          | Shanghai Open Шанхай, КНР World Series Килим (i) – $305,000 – 32S/16D Одиночний розряд – Парний розряд                                           | Максим Мирний Кевін Ульєтт 7–6, 6–7, 7–5      | Томас Нюдаль Стефано Пескосолідо             | Бретт Стівен Леандер Паес                                           | Даг Флек Жерар Сальвз Джефф Таранго Жером Гольмар                    |

### Лютий
| Тиждень   | Турнір | Чемпіони | Фіналісти                                                                                                  | Півфіналісти                   | Чвертьфіналісти                                            |
| --------- | --- | --- | --- | ------------------------------ | ---------------------------------------------------------- |
| 3 лютого  | Davis Cup first round Рібейран-Прету, Бразилія – clay Бухарест, Румунія – hard (i) Сідней, Австралія – grass Пржибрам, Чехія – clay (i) Rome, Італія – clay Майорка, Іспанія – clay Дурбан, ПАР – hard Лулео, Швеція – hard (i) | Переможці першого раунду Сполучені Штати Америки 4–1 · Нідерланди 3–2 · Австралія 4–1 · Чехія 3–2 · Італія 4–1 · Іспанія 4–1 · Південно-Африканська Республіка 3–1 · Швеція 4–1 | Переможені у першому раунді Бразилія · Румунія · Франція · Індія · Мексика · Німеччина · Росія · Швейцарія |                                |                                                            |
| 10 лютого | Dubai Tennis Championships Дубай, Об'єднані Арабські Емірати World Series Тверде – $1,014,250 – 32S/16D Одиночний розряд – Парний розряд                                                                                        | Томас Мустер 7–5, 7–6(7–3) | Горан Іванишевич                                                                                           | Їржі Новак Джим Кур'є          | Борис Бекер Ріхард Крайчек Вейн Феррейра Крістіан Рууд     |
| 10 лютого | Dubai Tennis Championships Дубай, Об'єднані Арабські Емірати World Series Тверде – $1,014,250 – 32S/16D Одиночний розряд – Парний розряд                                                                                        | Сандер Гройн Горан Іванишевич 7–6, 6–3 | Сендон Столл Цирил Сук                                                                                     | Їржі Новак Джим Кур'є          | Борис Бекер Ріхард Крайчек Вейн Феррейра Крістіан Рууд     |
| 10 лютого | Marseille Open Марсель, Франція World Series Тверде (i) – $514,250 – 32S/16D Одиночний розряд – Парний розряд | Томас Енквіст 6–4, 1–0 retired | Марсело Ріос                                                                                               | Серхі Бругера Фабріс Санторо   | Магнус Ларссон Андрій Чесноков Марк Россе Гендрік Дрекманн |
| 10 лютого | Marseille Open Марсель, Франція World Series Тверде (i) – $514,250 – 32S/16D Одиночний розряд – Парний розряд | Томас Енквіст Магнус Ларссон 6–3, 6–4 | Олів'є Делетр Фабріс Санторо                                                                               | Серхі Бругера Фабріс Санторо   | Магнус Ларссон Андрій Чесноков Марк Россе Гендрік Дрекманн |
| 10 лютого | Sybase Open Сан-Хосе (Каліфорнія), USA World Series Тверде (i) – $303,000 – 32S/16D Одиночний розряд – Парний розряд | Піт Сампрас 3–6, 5–0 retired | Грег Руседскі                                                                                              | Тодд Мартін Андре Агассі       | Кріс Вудруфф Річі Ренеберг Грант Дойл Майкл Чанг           |
| 10 лютого | Sybase Open Сан-Хосе (Каліфорнія), USA World Series Тверде (i) – $303,000 – 32S/16D Одиночний розряд – Парний розряд | Браян Макфі Гері Мюллер 4–6, 7–6, 7–5 | Марк Ноулз Деніел Нестор                                                                                   | Тодд Мартін Андре Агассі       | Кріс Вудруфф Річі Ренеберг Грант Дойл Майкл Чанг           |
| 17 лютого | European Community Championships Антверпен, Бельгія Турнір Series Тверде (i) – $875,000 – 32S/16D Одиночний розряд – Парний розряд                                                                                              | Марк Россе 6–2, 7–5, 6–4 | Тім Генман                                                                                                 | Петр Корда Марк-Кевін Гелльнер | Філіп Девулф Дік Норман Франсіско Клавет Мартін Дамм       |
| 17 лютого | European Community Championships Антверпен, Бельгія Турнір Series Тверде (i) – $875,000 – 32S/16D Одиночний розряд – Парний розряд                                                                                              | Девід Адамс Олів'є Делетр 3–6, 6–2, 6–1 | Сендон Столл Цирил Сук                                                                                     | Петр Корда Марк-Кевін Гелльнер | Філіп Девулф Дік Норман Франсіско Клавет Мартін Дамм       |
| 17 лютого | Kroger St. Jude International Мемфіс (Теннессі), USA Турнір Series Тверде (i) – $700,000 – 48S/24D Одиночний розряд – Парний розряд                                                                                             | Майкл Чанг 6–3, 6–4 | Тодд Вудбрідж                                                                                              | Тодд Мартін Йонас Бйоркман     | Річі Ренеберг Бретт Стівен Паул Гаргейс Джефф Таранго      |
| 17 лютого | Kroger St. Jude International Мемфіс (Теннессі), USA Турнір Series Тверде (i) – $700,000 – 48S/24D Одиночний розряд – Парний розряд                                                                                             | Елліс Феррейра Патрік Гелбрайт 6–2, 6–3 | Рік Ліч Джонатан Старк                                                                                     | Тодд Мартін Йонас Бйоркман     | Річі Ренеберг Бретт Стівен Паул Гаргейс Джефф Таранго      |
| 24 лютого | Advanta Championships Філадельфія, PA, USA Турнір Series Тверде (i) – $589,250 – 32S/16D Одиночний розряд – Парний розряд | Піт Сампрас 5–7, 7–6(7–4), 6–3 | Патрік Рафтер                                                                                              | Шенг Схалкен Грант Стеффорд    | Даг Флек Джонатан Старк Байрон Блек Сендон Столл           |
| 24 лютого | Advanta Championships Філадельфія, PA, USA Турнір Series Тверде (i) – $589,250 – 32S/16D Одиночний розряд – Парний розряд | Себастьян Ларо Алекс О'Браєн 6–3, 6–3 | Елліс Феррейра Патрік Гелбрайт                                                                             | Шенг Схалкен Грант Стеффорд    | Даг Флек Джонатан Старк Байрон Блек Сендон Столл           |
| 24 лютого | Italian Indoor Мілан, Італія Турнір Series Килим (i) – $689,250 – 32S/16D Одиночний розряд – Парний розряд | Горан Іванишевич 6–2, 6–2 | Серхі Бругера                                                                                              | Давід Пріносіл Ніколас Кіфер   | Даніель Вацек Петр Корда Кароль Кучера Арно Боеч           |
| 24 лютого | Italian Indoor Мілан, Італія Турнір Series Килим (i) – $689,250 – 32S/16D Одиночний розряд – Парний розряд | Пабло Альбано Петер Нюборґ 6–4, 7–6 | Девід Адамс Андрій Ольховський                                                                             | Давід Пріносіл Ніколас Кіфер   | Даніель Вацек Петр Корда Кароль Кучера Арно Боеч           |

### Березень
| Тиждень               | Турнір | Чемпіони                                                                                      | Фіналісти                                                                                 | Півфіналісти                   | Чвертьфіналісти                                                          |
| --------------------- | --- | --------------------------------------------------------------------------------------------- | ----------------------------------------------------------------------------------------- | ------------------------------ | ------------------------------------------------------------------------ |
| 3 березня             | ABN AMRO World Tennis Tournament Роттердам, Нідерланди World Series Килим (i) – $725,000 – 32S/16D Одиночний розряд – Парний розряд                       | Ріхард Крайчек 7–6(7–4), 7–6(7–5)                                                             | Даніель Вацек                                                                             | Горан Іванишевич Томас Енквіст | Петр Корда Ренцо Фурлан Алекс Радулеску Міхаель Штіх                     |
| 3 березня             | ABN AMRO World Tennis Tournament Роттердам, Нідерланди World Series Килим (i) – $725,000 – 32S/16D Одиночний розряд – Парний розряд                       | Якко Елтінг Паул Гаргейс 7–6, 6–4                                                             | Лібор Пімек Байрон Талбот                                                                 | Горан Іванишевич Томас Енквіст | Петр Корда Ренцо Фурлан Алекс Радулеску Міхаель Штіх                     |
| 3 березня             | Franklin Templeton Classic Скоттсдейл, USA World Series Тверде – $303,000 – 32S/16D Одиночний розряд – Парний розряд                                      | Марк Філіппуссіс 6–4, 7–6(7–4)                                                                | Річі Ренеберг                                                                             | Кріс Вудруфф Йонас Бйоркман    | Байрон Блек Карлос Моя Альберт Коста Жером Гольмар                       |
| 3 березня             | Franklin Templeton Classic Скоттсдейл, USA World Series Тверде – $303,000 – 32S/16D Одиночний розряд – Парний розряд                                      | Луїс Лобо Хав'єр Санчес 6–3, 6–3                                                              | Йонас Бйоркман Рік Ліч                                                                    | Кріс Вудруфф Йонас Бйоркман    | Байрон Блек Карлос Моя Альберт Коста Жером Гольмар                       |
| 10 березня            | Newsweek Champions Cup and the State Farm Evert Cup Індіан-Веллс (Каліфорнія), USA Super 9 Тверде – $2,050,000 – 56S/28D Одиночний розряд – Парний розряд | Майкл Чанг 4–6, 6–3, 6–4, 6–3                                                                 | Богдан Уліграх                                                                            | Йонас Бйоркман Томас Мустер    | Байрон Блек Альберто Берасатегі Седрік Пйолін Марк Філіппуссіс           |
| 10 березня            | Newsweek Champions Cup and the State Farm Evert Cup Індіан-Веллс (Каліфорнія), USA Super 9 Тверде – $2,050,000 – 56S/28D Одиночний розряд – Парний розряд | Марк Ноулз Деніел Нестор 7–5, 6–4                                                             | Марк Філіппуссіс Патрік Рафтер                                                            | Йонас Бйоркман Томас Мустер    | Байрон Блек Альберто Берасатегі Седрік Пйолін Марк Філіппуссіс           |
| 10 березня            | Copenhagen Open Копенгаген, Данія World Series Килим (i) – $203,000 – 32S/16D Одиночний розряд – Парний розряд                                            | Томас Юганссон 6–4, 3–6, 6–2                                                                  | Мартін Дамм                                                                               | Ларс Бургсмюллер Кароль Кучера | Томас Карбонелл Ян Крошлак Гійом Рау Фредерік Феттерлейн                 |
| 10 березня            | Copenhagen Open Копенгаген, Данія World Series Килим (i) – $203,000 – 32S/16D Одиночний розряд – Парний розряд                                            | Андрій Ольховський Бретт Стівен 6–4, 6–2                                                      | Кеннет Карлсен Фредерік Феттерлейн                                                        | Ларс Бургсмюллер Кароль Кучера | Томас Карбонелл Ян Крошлак Гійом Рау Фредерік Феттерлейн                 |
| 17 березня 24 березня | Lipton Championships Кі-Біскейн (Флорида), USA Super 9 Тверде – $2,450,000 – 96S/48D Одиночний розряд – Парний розряд                                     | Томас Мустер 7–6(8–6), 6–3, 6–1                                                               | Серхі Бругера                                                                             | Піт Сампрас Джим Кур'є         | Гендрік Дрекманн Андрій Медведєв Горан Іванишевич Йонас Бйоркман         |
| 17 березня 24 березня | Lipton Championships Кі-Біскейн (Флорида), USA Super 9 Тверде – $2,450,000 – 96S/48D Одиночний розряд – Парний розряд                                     | Тодд Вудбрідж Марк Вудфорд 7–6, 7–6                                                           | Марк Ноулз Деніел Нестор                                                                  | Піт Сампрас Джим Кур'є         | Гендрік Дрекманн Андрій Медведєв Горан Іванишевич Йонас Бйоркман         |
| 17 березня            | St. Petersburg Open Санкт-Петербург, Росія World Series Килим (i) – $300,000 – 32S/16D Одиночний розряд – Парний розряд                                   | Томас Юганссон 6–3, 6–4                                                                       | Ренцо Фурлан                                                                              | Міхаель Штіх Ян Крошлак        | Кеннет Карлсен Олів'є Делетр Маґнус Норман Арно Клеман                   |
| 17 березня            | St. Petersburg Open Санкт-Петербург, Росія World Series Килим (i) – $300,000 – 32S/16D Одиночний розряд – Парний розряд                                   | Андрій Ольховський Бретт Стівен 6–4, 6–3                                                      | Давід Пріносіл Даніель Вацек                                                              | Міхаель Штіх Ян Крошлак        | Кеннет Карлсен Олів'є Делетр Маґнус Норман Арно Клеман                   |
| 24 березня            | Grand Prix Hassan II Касабланка, Марокко World Series Ґрунт – $203,000 – 32S/16D Одиночний розряд – Парний розряд                                         | Хішам Аразі 3–6, 6–1, 6–2                                                                     | Франко Скілларі                                                                           | Карім Аламі Гільберт Шаллер    | Фернандо Вісенте Юнес Ель-Айнауї Томас Карбонелл Еміліо Бенфеле Альварес |
| 24 березня            | Grand Prix Hassan II Касабланка, Марокко World Series Ґрунт – $203,000 – 32S/16D Одиночний розряд – Парний розряд                                         | Жоао Кунья е Сілва Нуно Маркес 7–6, 6–2                                                       | Карім Аламі Хішам Аразі                                                                   | Карім Аламі Гільберт Шаллер    | Фернандо Вісенте Юнес Ель-Айнауї Томас Карбонелл Еміліо Бенфеле Альварес |
| 31 березня            | Davis Cup Quarterfinals Ньюпорт-Біч, USA – hard Аделаїда, Австралія – grass Пезаро, Італія – carpet (i) Векше, Швеція – carpet (i)                        | Переможці чвертьфіналів Сполучені Штати Америки 4–1 · Австралія 5–0 · Італія 4–1 · Швеція 3–2 | Переможені у чвертьфіналах Нідерланди · Чехія · Іспанія · Південно-Африканська Республіка |                                |                                                                          |

### Квітень
| Тиждень   | Турнір | Чемпіони                                       | Фіналісти                       | Півфіналісти                           | Чвертьфіналісти                                               |
| --------- | --- | ---------------------------------------------- | ------------------------------- | -------------------------------------- | ------------------------------------------------------------- |
| 7 квітня  | Salem Open Гонконг World Series Тверде – $303,000 – 32S/16D Одиночний розряд – Парний розряд                                 | Майкл Чанг 6–3, 6–3                            | Патрік Рафтер                   | Томас Юганссон Браян Макфі             | Давід Пріносіл Джастін Гімелстоб Тодд Вудбрідж Себастьян Ларо |
| 7 квітня  | Salem Open Гонконг World Series Тверде – $303,000 – 32S/16D Одиночний розряд – Парний розряд                                 | Мартін Дамм Даніель Вацек 6–3, 6–4             | Карстен Браш Джефф Таранго      | Томас Юганссон Браян Макфі             | Давід Пріносіл Джастін Гімелстоб Тодд Вудбрідж Себастьян Ларо |
| 7 квітня  | Estoril Open Оейраш, Португалія World Series Ґрунт – $600,000 – 32S/16D Одиночний розряд – Парний розряд                     | Алекс Корретха 6–3, 7–5                        | Франсіско Клавет                | Хав'єр Санчес Фелікс Мантілья          | Гільберт Шаллер Фабріс Санторо Альберто Берасатегі Карлос Моя |
| 7 квітня  | Estoril Open Оейраш, Португалія World Series Ґрунт – $600,000 – 32S/16D Одиночний розряд – Парний розряд                     | Густаво Куертен Фернандо Мелігені 6–2, 6–2     | Андреа Гауденці Філіппо Мессорі | Хав'єр Санчес Фелікс Мантілья          | Гільберт Шаллер Фабріс Санторо Альберто Берасатегі Карлос Моя |
| 7 квітня  | Gold Flake Open Ченнай, Індія World Series Тверде – $405,000 – 32S/16D Одиночний розряд – Парний розряд                      | Мікаель Тільстрем 6–4, 4–6, 7–5                | Алекс Радулеску                 | Андрей Павел Жерар Сальвз              | Маґнус Норман Джонатан Старк Малівай Вашингтон Райнер Шуттлер |
| 7 квітня  | Gold Flake Open Ченнай, Індія World Series Тверде – $405,000 – 32S/16D Одиночний розряд – Парний розряд                      | Магеш Бгупаті Леандер Паес 7–6, 7–5            | Олег Огородов Еял Ран           | Андрей Павел Жерар Сальвз              | Маґнус Норман Джонатан Старк Малівай Вашингтон Райнер Шуттлер |
| 14 квітня | Open SEAT Godó Барселона, Іспанія Турнір Series Ґрунт – $825,000 – 56S/28D Одиночний розряд – Парний розряд                  | Альберт Коста 7–5, 6–4, 6–4                    | Альберт Портас                  | Карлос Моя Альберто Берасатегі         | Седрік Пйолін Андрій Медведєв Карім Аламі Фернандо Мелігені   |
| 14 квітня | Open SEAT Godó Барселона, Іспанія Турнір Series Ґрунт – $825,000 – 56S/28D Одиночний розряд – Парний розряд                  | Альберто Берасатегі Хорді Бурільйо 6–3, 7–5    | Пабло Альбано Алекс Корретха    | Карлос Моя Альберто Берасатегі         | Седрік Пйолін Андрій Медведєв Карім Аламі Фернандо Мелігені   |
| 14 квітня | Відкритий чемпіонат Японії з тенісу Tokyo, Японія Турнір Series Тверде – $935,000 – 56S/28D Одиночний розряд – Парний розряд | Ріхард Крайчек 6–2, 3–6, 6–1                   | Ліонель Ру                      | Патрік Рафтер Томас Юганссон           | Давід Пріносіл Тодд Вудбрідж Марк Вудфорд Мартін Дамм         |
| 14 квітня | Відкритий чемпіонат Японії з тенісу Tokyo, Японія Турнір Series Тверде – $935,000 – 56S/28D Одиночний розряд – Парний розряд | Мартін Дамм Даніель Вацек 2–6, 6–2, 7–6        | Джастін Гімелстоб Патрік Рафтер | Патрік Рафтер Томас Юганссон           | Давід Пріносіл Тодд Вудбрідж Марк Вудфорд Мартін Дамм         |
| 21 квітня | Monte Carlo Open Рокбрюн-Кап-Мартен, Франція Super 9 Ґрунт – $2,050,000 – 56S/28D Одиночний розряд – Парний розряд           | Марсело Ріос 6–4, 6–3, 6–3                     | Алекс Корретха                  | Карлос Моя Фабріс Санторо              | Магнус Ларссон Ріхард Крайчек Крістіан Рууд Карлос Коста      |
| 21 квітня | Monte Carlo Open Рокбрюн-Кап-Мартен, Франція Super 9 Ґрунт – $2,050,000 – 56S/28D Одиночний розряд – Парний розряд           | Доналд Джонсон Франсіско Монтана 7–6, 2–6, 7–6 | Якко Елтінг Паул Гаргейс        | Карлос Моя Фабріс Санторо              | Магнус Ларссон Ріхард Крайчек Крістіан Рууд Карлос Коста      |
| 21 квітня | U.S. Men's Clay Court Championships Орландо World Series Ґрунт – $264,250 – 32S/16D Одиночний розряд – Парний розряд         | Майкл Чанг 4–6, 6–2, 6–1                       | Грант Стеффорд                  | Джейсон Столтенберг Кріс Вудруфф       | Байрон Блек Марсело Філіппіні Алекс О'Браєн Фернандо Мелігені |
| 21 квітня | U.S. Men's Clay Court Championships Орландо World Series Ґрунт – $264,250 – 32S/16D Одиночний розряд – Парний розряд         | Марк Мерклейн Вінс Спейдія 6–4, 4–6, 6–4       | Алекс О'Браєн Джефф Салзенстейн | Джейсон Столтенберг Кріс Вудруфф       | Байрон Блек Марсело Філіппіні Алекс О'Браєн Фернандо Мелігені |
| 28 квітня | Paegas Czech Open Прага, Чехія World Series Ґрунт – $340,000 – 32S/16D Одиночний розряд – Парний розряд                      | Седрік Пйолін 6–2, 5–7, 7–6(7–4)               | Богдан Уліграх                  | Еміліо Бенфеле Альварес Фабріс Санторо | Марчелло Крака Річард Фромберг Альберт Портас Марсело Ріос    |
| 28 квітня | Paegas Czech Open Прага, Чехія World Series Ґрунт – $340,000 – 32S/16D Одиночний розряд – Парний розряд                      | Магеш Бгупаті Леандер Паес 6–1, 6–1            | Петр Лукса Давід Шкох           | Еміліо Бенфеле Альварес Фабріс Санторо | Марчелло Крака Річард Фромберг Альберт Портас Марсело Ріос    |
| 28 квітня | AT&T Challenge Атланта, GA, USA World Series Ґрунт – $303,000 – 32S/16D Одиночний розряд                                     | Марсело Філіппіні 7–6(7–2), 6–4                | Джейсон Столтенберг             | Маґнус Норман Кріс Вудруфф             | Фернандо Мелігені Петр Корда Гільберт Шаллер Сендон Столл     |
| 28 квітня | AT&T Challenge Атланта, GA, USA World Series Ґрунт – $303,000 – 32S/16D Одиночний розряд                                     | Йонас Бйоркман Ніклас Культі 6–2, 7–6          | Скотт Девіс Келлі Джонс         | Маґнус Норман Кріс Вудруфф             | Фернандо Мелігені Петр Корда Гільберт Шаллер Сендон Столл     |
| 28 квітня | BMW Open Мюнхен, Німеччина World Series Ґрунт – $400,000 – 32S/16D Одиночний розряд – Парний розряд                          | Марк Філіппуссіс 7–6(7–3), 1–6, 6–4            | Алекс Корретха                  | Ктіслав Доседель Марк Россе            | Андреа Гауденці Фредерік Феттерлейн Мартін Сіннер Карлос Моя  |
| 28 квітня | BMW Open Мюнхен, Німеччина World Series Ґрунт – $400,000 – 32S/16D Одиночний розряд – Парний розряд                          | Пабло Альбано Алекс Корретха 3–6, 7–5, 6–2     | Карстен Браш Єнс Кніппшильд     | Ктіслав Доседель Марк Россе            | Андреа Гауденці Фредерік Феттерлейн Мартін Сіннер Карлос Моя  |

### Травень
| Тиждень            | Турнір | Чемпіони                                      | Фіналісти                    | Півфіналісти                         | Чвертьфіналісти                                             |
| ------------------ | --- | --------------------------------------------- | ---------------------------- | ------------------------------------ | ----------------------------------------------------------- |
| 5 травня           | ATP German Open Гамбург, Німеччина Super 9 Ґрунт – $2,050,000 – 56S/28D Одиночний розряд – Парний розряд                                 | Андрій Медведєв 6–0, 6–4, 6–2                 | Фелікс Мантілья              | Томмі Гаас Євген Кафельников         | Хішам Аразі Альберто Берасатегі Серхі Бругера Альберт Коста |
| 5 травня           | ATP German Open Гамбург, Німеччина Super 9 Ґрунт – $2,050,000 – 56S/28D Одиночний розряд – Парний розряд                                 | Луїс Лобо Хав'єр Санчес 6–3, 7–6              | Ніл Брод Піт Норвал          | Томмі Гаас Євген Кафельников         | Хішам Аразі Альберто Берасатегі Серхі Бругера Альберт Коста |
| 5 травня           | America's Red Clay Championships Корал-Спрінгс, USA World Series Ґрунт – $245,000 – 32S/16D Одиночний розряд – Парний розряд             | Джейсон Столтенберг 6–0, 2–6, 7–5             | Йонас Бйоркман               | Стів Кемпбелл Йохан ван Херк         | Хуан Альберт Вілока Саргис Саргсян Девід Вітт Марк Вудфорд  |
| 5 травня           | America's Red Clay Championships Корал-Спрінгс, USA World Series Ґрунт – $245,000 – 32S/16D Одиночний розряд – Парний розряд             | Дейв Ренделл Грег Ван Ембург 6–7, 6–2, 7–6    | Люк Єнсен Мерфі Єнсен        | Стів Кемпбелл Йохан ван Херк         | Хуан Альберт Вілока Саргис Саргсян Девід Вітт Марк Вудфорд  |
| 12 травня          | Internazionali d'Italia Rome, Італія Super 9 Ґрунт – $2,050,000 – 64S/32D Одиночний розряд – Парний розряд                               | Алекс Корретха 7–5, 7–5, 6–3                  | Марсело Ріос                 | Альберто Берасатегі Горан Іванишевич | Джим Кур'є Марк-Кевін Гелльнер Скотт Дрейпер Карім Аламі    |
| 12 травня          | Internazionali d'Italia Rome, Італія Super 9 Ґрунт – $2,050,000 – 64S/32D Одиночний розряд – Парний розряд                               | Марк Ноулз Деніел Нестор 6–3, 4–6, 7–5        | Байрон Блек Алекс О'Браєн    | Альберто Берасатегі Горан Іванишевич | Джим Кур'є Марк-Кевін Гелльнер Скотт Дрейпер Карім Аламі    |
| 19 травня          | Raifeissen Grand Prix Санкт-Пельтен, Австрія World Series Ґрунт – $400,000 – 32S/16D                                                     | Марсело Філіппіні 7–6(7–2), 6–2               | Патрік Рафтер                | Маґнус Норман Домінік Хрбати         | Томас Мустер Шенг Схалкен Томас Нюдаль Карім Аламі          |
| 19 травня          | Raifeissen Grand Prix Санкт-Пельтен, Австрія World Series Ґрунт – $400,000 – 32S/16D                                                     | Келлі Джонс Скотт Мелвілл 6–2, 7–6            | Люк Єнсен Мерфі Єнсен        | Маґнус Норман Домінік Хрбати         | Томас Мустер Шенг Схалкен Томас Нюдаль Карім Аламі          |
| 19 травня          | World Team Cup Дюссельдорф, Німеччина – clay                                                                                             | Іспанія 3–0                                   | Австралія                    |                                      |                                                             |
| 26 травня 2 червня | Відкритий чемпіонат Франції з тенісу Paris, Франція Grand Slam Ґрунт – $5,544,184 – 128S/64D/48XD Одиночний розряд – Парний розряд Мікст | Густаво Куертен 6–3, 6–4, 6–2                 | Серхі Бругера                | Філіп Девулф Патрік Рафтер           | Маґнус Норман Євген Кафельников Гало Бланко Хішам Аразі     |
| 26 травня 2 червня | Відкритий чемпіонат Франції з тенісу Paris, Франція Grand Slam Ґрунт – $5,544,184 – 128S/64D/48XD Одиночний розряд – Парний розряд Мікст | Євген Кафельников Даніель Вацек 7–6, 4–6, 6–3 | Тодд Вудбрідж Марк Вудфорд   | Філіп Девулф Патрік Рафтер           | Маґнус Норман Євген Кафельников Гало Бланко Хішам Аразі     |
| 26 травня 2 червня | Відкритий чемпіонат Франції з тенісу Paris, Франція Grand Slam Ґрунт – $5,544,184 – 128S/64D/48XD Одиночний розряд – Парний розряд Мікст | Магеш Бгупаті Хіракі Ріка 6–4, 6–1            | Патрік Гелбрайт Ліза Реймонд | Філіп Девулф Патрік Рафтер           | Маґнус Норман Євген Кафельников Гало Бланко Хішам Аразі     |

### Червень
| Тиждень             | Турнір | Чемпіони                                                | Фіналісти                                  | Півфіналісти                 | Чвертьфіналісти                                                  |
| ------------------- | --- | ------------------------------------------------------- | ------------------------------------------ | ---------------------------- | ---------------------------------------------------------------- |
| 9 червня            | Gerry Weber Open Галле, Німеччина World Series Трава – $875,000 – 32S/16D Одиночний розряд – Парний розряд                      | Євген Кафельников 7–6(7–2), 6–7(5–7), 7–6(9–7)          | Петр Корда                                 | Борис Бекер Паул Гаргейс     | Міхаель Штіх Джефф Таранго Річі Ренеберг Томас Мустер            |
| 9 червня            | Gerry Weber Open Галле, Німеччина World Series Трава – $875,000 – 32S/16D Одиночний розряд – Парний розряд                      | Карстен Браш Міхаель Штіх 7–6, 6–3                      | Девід Адамс Маріус Барнард                 | Борис Бекер Паул Гаргейс     | Міхаель Штіх Джефф Таранго Річі Ренеберг Томас Мустер            |
| 9 червня            | Stella Artois Championships London, Great Britain World Series Тверде – $675,000 – 56S/28D Одиночний розряд – Парний розряд     | Марк Філіппуссіс 7–5, 6–3                               | Горан Іванишевич                           | Йонас Бйоркман Грег Руседскі | Піт Сампрас Єнс Кніппшильд Жером Гольмар Патрік Рафтер           |
| 9 червня            | Stella Artois Championships London, Great Britain World Series Тверде – $675,000 – 56S/28D Одиночний розряд – Парний розряд     | Марк Філіппуссіс Патрік Рафтер 6–2, 4–6, 7–5            | Сендон Столл Цирил Сук                     | Йонас Бйоркман Грег Руседскі | Піт Сампрас Єнс Кніппшильд Жером Гольмар Патрік Рафтер           |
| 9 червня            | Internazionali di Carisbo Болонья, Італія World Series Ґрунт – $303,000 – 32S/16D Одиночний розряд – Парний розряд              | Фелікс Мантілья 4–6, 6–2, 6–1                           | Густаво Куертен                            | Марціо Мартеллі Карім Аламі  | Альберто Берасатегі Хішам Аразі Андреа Гауденці Ніколас Лапентті |
| 9 червня            | Internazionali di Carisbo Болонья, Італія World Series Ґрунт – $303,000 – 32S/16D Одиночний розряд – Парний розряд              | Густаво Куертен Фернандо Мелігені 6–2, 7–5              | Дейв Ренделл Джек Вейт                     | Марціо Мартеллі Карім Аламі  | Альберто Берасатегі Хішам Аразі Андреа Гауденці Ніколас Лапентті |
| 16 червня           | Nottingham Open Ноттінгем, Great Britain World Series Трава – $303,000 – 32S/16D Одиночний розряд – Парний розряд               | Грег Руседскі 6–4, 7–5                                  | Кароль Кучера                              | Тім Генман Сендон Столл      | Скотт Дрейпер Грант Стеффорд Джейсон Столтенберг Алекс О'Браєн   |
| 16 червня           | Nottingham Open Ноттінгем, Great Britain World Series Трава – $303,000 – 32S/16D Одиночний розряд – Парний розряд               | Елліс Феррейра Патрік Гелбрайт 4–6, 7–6, 7–6            | Денні Сепсфорд Кріс Вілкінсон              | Тім Генман Сендон Столл      | Скотт Дрейпер Грант Стеффорд Джейсон Столтенберг Алекс О'Браєн   |
| 16 червня           | Heineken Trophy Росмален, Нідерланди World Series Трава – $475,000 – 32S/16D Одиночний розряд – Парний розряд                   | Ріхард Крайчек 6–4, 7–6(9–7)                            | Гійом Рау                                  | Майкл Чанг Йонас Бйоркман    | Франсіско Клавет Мартін Дамм Фернон Вібір Шенг Схалкен           |
| 16 червня           | Heineken Trophy Росмален, Нідерланди World Series Трава – $475,000 – 32S/16D Одиночний розряд – Парний розряд                   | Якко Елтінг Паул Гаргейс 6–4, 7–5                       | Тревор Кронеманн Девід Макферсон           | Майкл Чанг Йонас Бйоркман    | Франсіско Клавет Мартін Дамм Фернон Вібір Шенг Схалкен           |
| 23 червня 30 червня | Вімблдонський турнір London, Great Britain Grand Slam Трава – $5,445,815 – 128S/64D/64XD Одиночний розряд – Парний розряд Мікст | Піт Сампрас 6–4, 6–2, 6–4                               | Седрік Пйолін                              | Тодд Вудбрідж Міхаель Штіх   | Борис Бекер Ніколас Кіфер Тім Генман Грег Руседскі               |
| 23 червня 30 червня | Вімблдонський турнір London, Great Britain Grand Slam Трава – $5,445,815 – 128S/64D/64XD Одиночний розряд – Парний розряд Мікст | Тодд Вудбрідж Марк Вудфорд 7–6(7–4), 7–6(9–7), 5–7, 6–3 | Якко Елтінг Паул Гаргейс                   | Тодд Вудбрідж Міхаель Штіх   | Борис Бекер Ніколас Кіфер Тім Генман Грег Руседскі               |
| 23 червня 30 червня | Вімблдонський турнір London, Great Britain Grand Slam Трава – $5,445,815 – 128S/64D/64XD Одиночний розряд – Парний розряд Мікст | Цирил Сук Гелена Сукова 4–6, 6–3, 6–4                   | Андрій Ольховський Лариса Савченко-Нейланд | Тодд Вудбрідж Міхаель Штіх   | Борис Бекер Ніколас Кіфер Тім Генман Грег Руседскі               |

### Липень
| Тиждень  | Турнір | Чемпіони                                           | Фіналісти                        | Півфіналісти                    | Чвертьфіналісти                                                     |
| -------- | --- | -------------------------------------------------- | -------------------------------- | ------------------------------- | ------------------------------------------------------------------- |
| 7 липня  | Swiss Open Gstaad, Швейцарія World Series Ґрунт – $525,000 – 32S/16D                                                       | Фелікс Мантілья 6–1, 6–4, 6–4                      | Хуан Альберт Вілока              | Вейн Феррейра Алекс Корретха    | Марк Россе Хав'єр Санчес Ніколас Кіфер Альберто Берасатегі          |
| 7 липня  | Swiss Open Gstaad, Швейцарія World Series Ґрунт – $525,000 – 32S/16D                                                       | Євген Кафельников Даніель Вацек 4–6, 7–6, 6–3      | Тревор Кронеманн Девід Макферсон | Вейн Феррейра Алекс Корретха    | Марк Россе Хав'єр Санчес Ніколас Кіфер Альберто Берасатегі          |
| 7 липня  | Hall of Fame Tennis Championships Ньюпорт (Род-Айленд), USA World Series Трава – $255,000 – 32S/16D                        | Саргис Саргсян 7–6(7–0), 4–6, 7–5                  | Бретт Стівен                     | Леандер Паес Грант Стеффорд     | Алекс Радулеску Сендон Столл Девід Вітон Марк Вудфорд               |
| 7 липня  | Hall of Fame Tennis Championships Ньюпорт (Род-Айленд), USA World Series Трава – $255,000 – 32S/16D                        | Джастін Гімелстоб Бретт Стівен 6–3, 6–4            | Кент Кіннієр Александар Кітінов  | Леандер Паес Грант Стеффорд     | Алекс Радулеску Сендон Столл Девід Вітон Марк Вудфорд               |
| 7 липня  | Swedish Open Бостад, Швеція World Series Ґрунт – $303,000 – 32S/16D Одиночний розряд – Парний розряд                       | Маґнус Норман 7–5, 6–2                             | Хуан Антоніо Марін               | Карлос Коста Кароль Кучера      | Патрік Фредрікссон Джефф Таранго Магнус Ларссон Томас Нюдаль        |
| 7 липня  | Swedish Open Бостад, Швеція World Series Ґрунт – $303,000 – 32S/16D Одиночний розряд – Парний розряд                       | Ніклас Культі Мікаель Тільстрем 6–0, 6–3           | Магнус Густафссон Магнус Ларссон | Карлос Коста Кароль Кучера      | Патрік Фредрікссон Джефф Таранго Магнус Ларссон Томас Нюдаль        |
| 14 липня | Mercedes Cup Штутгарт, Німеччина Турнір Series Ґрунт – $915,000 – 48S/24D Одиночний розряд – Парний розряд                 | Алекс Корретха 6–2, 7–5                            | Кароль Кучера                    | Альберт Портас Альберт Коста    | Фелікс Мантілья Серхі Бругера Альберто Берасатегі Євген Кафельников |
| 14 липня | Mercedes Cup Штутгарт, Німеччина Турнір Series Ґрунт – $915,000 – 48S/24D Одиночний розряд – Парний розряд                 | Густаво Куертен Фернандо Мелігені 6–4, 6–4         | Доналд Джонсон Франсіско Монтана | Альберт Портас Альберт Коста    | Фелікс Мантілья Серхі Бругера Альберто Берасатегі Євген Кафельников |
| 14 липня | Legg Mason Tennis Classic Washington, D.C., USA Турнір Series Тверде – $550,000 – 56S/28D Одиночний розряд – Парний розряд | Майкл Чанг 5–7, 6–2, 6–1                           | Петр Корда                       | Бретт Стівен Девід Вітон        | Скотт Дрейпер Райнер Шуттлер Вінс Спейдія Томмі Гаас                |
| 14 липня | Legg Mason Tennis Classic Washington, D.C., USA Турнір Series Тверде – $550,000 – 56S/28D Одиночний розряд – Парний розряд | Люк Єнсен Мерфі Єнсен 6–4, 6–4                     | Невілл Годвін Фернон Вібір       | Бретт Стівен Девід Вітон        | Скотт Дрейпер Райнер Шуттлер Вінс Спейдія Томмі Гаас                |
| 21 липня | Infiniti Open Los Angeles, CA, USA World Series Тверде – $303,000 – 32S/16D                                                | Джим Кур'є 6–4, 6–4                                | Томас Енквіст                    | Горан Іванишевич Гійом Рау      | Байрон Блек Ріхард Крайчек Марк Філіппуссіс Кеннет Карлсен          |
| 21 липня | Infiniti Open Los Angeles, CA, USA World Series Тверде – $303,000 – 32S/16D                                                | Себастьян Ларо Алекс О'Браєн 7–6, 6–4              | Магеш Бгупаті Рік Ліч            | Горан Іванишевич Гійом Рау      | Байрон Блек Ріхард Крайчек Марк Філіппуссіс Кеннет Карлсен          |
| 21 липня | Croatia Open Umag Умаг, Хорватія World Series Ґрунт – $375,000 – 32S/16D                                                   | Фелікс Мантілья 6–3, 7–5                           | Серхі Бругера                    | Альберто Мартін Карлос Моя      | Паул Гаргейс Хав'єр Санчес Домінік Хрбати Альберт Портас            |
| 21 липня | Croatia Open Umag Умаг, Хорватія World Series Ґрунт – $375,000 – 32S/16D                                                   | Діну Пескаріу Давіде Сангінетті 7–6, 6–4           | Домінік Хрбати Кароль Кучера     | Альберто Мартін Карлос Моя      | Паул Гаргейс Хав'єр Санчес Домінік Хрбати Альберт Портас            |
| 21 липня | Generali Open Кіцбюель, Австрія World Series Ґрунт – $500,000 – 48S/24D                                                    | Філіп Девулф 7–6(7–2), 6–4, 6–1                    | Хуліан Алонсо                    | Ктіслав Доседель Гало Бланко    | Марсело Філіппіні Ернан Гумі Штефан Коубек Євген Кафельников        |
| 21 липня | Generali Open Кіцбюель, Австрія World Series Ґрунт – $500,000 – 48S/24D                                                    | Вейн Артурс Річард Фромберг 6–4, 6–3               | Томас Бухмаєр Томас Штренґберґер | Ктіслав Доседель Гало Бланко    | Марсело Філіппіні Ернан Гумі Штефан Коубек Євген Кафельников        |
| 28 липня | Du Maurier Open Монреаль, Quebec, Канада Super 9 Тверде – $2,050,000 – 56S/28D Одиночний розряд – Парний розряд            | Кріс Вудруфф 7–5, 4–6, 6–3                         | Густаво Куертен                  | Майкл Чанг Євген Кафельников    | Ріхард Крайчек Фабріс Санторо Томас Енквіст Марк Філіппуссіс        |
| 28 липня | Du Maurier Open Монреаль, Quebec, Канада Super 9 Тверде – $2,050,000 – 56S/28D Одиночний розряд – Парний розряд            | Магеш Бгупаті Леандер Паес 7–6, 6–3                | Себастьян Ларо Алекс О'Браєн     | Майкл Чанг Євген Кафельников    | Ріхард Крайчек Фабріс Санторо Томас Енквіст Марк Філіппуссіс        |
| 28 липня | Dutch Open Амстердам, Нідерланди World Series Ґрунт – $475,000 – 32S/16D Одиночний розряд – Парний розряд                  | Ктіслав Доседель 7–6(7–4), 7–6(7–5), 6–7(4–7), 6–2 | Карлос Моя                       | Маґнус Норман Марсело Філіппіні | Франсіско Клавет Крістіан Рууд Хав'єр Санчес Джон ван Лоттум        |
| 28 липня | Dutch Open Амстердам, Нідерланди World Series Ґрунт – $475,000 – 32S/16D Одиночний розряд – Парний розряд                  | Пол Кілдеррі Ніколас Лапентті 3–6, 7–5, 7–6        | Ендрю Кратцманн Лібор Пімек      | Маґнус Норман Марсело Філіппіні | Франсіско Клавет Крістіан Рууд Хав'єр Санчес Джон ван Лоттум        |

### Серпень
| Тиждень             | Турнір | Чемпіони                                    | Фіналісти                      | Півфіналісти                | Чвертьфіналісти                                               |
| ------------------- | --- | ------------------------------------------- | ------------------------------ | --------------------------- | ------------------------------------------------------------- |
| 4 серпня            | Great American Insurance ATP Championships Мейсон (Огайо), USA Super 9 Тверде – $2,050,000 – 56S/28D Одиночний розряд – Парний розряд       | Піт Сампрас 6–3, 6–4                        | Томас Мустер                   | Альберт Коста Майкл Чанг    | Євген Кафельников Серхі Бругера Ян Сімерінк Густаво Куертен   |
| 4 серпня            | Great American Insurance ATP Championships Мейсон (Огайо), USA Super 9 Тверде – $2,050,000 – 56S/28D Одиночний розряд – Парний розряд       | Тодд Вудбрідж Марк Вудфорд 7–6, 4–6, 6–4    | Марк Філіппуссіс Патрік Рафтер | Альберт Коста Майкл Чанг    | Євген Кафельников Серхі Бругера Ян Сімерінк Густаво Куертен   |
| 4 серпня            | Internazionali di Tennis di San Marino Сан-Марино, Сан-Марино World Series Ґрунт – $275,000 – 32S/16D                                       | Фелікс Мантілья 6–4, 6–1                    | Магнус Густафссон              | Домінік Хрбати Карлос Коста | Крістіан Рууд Адріан Войня Хав'єр Санчес Андрей Павел         |
| 4 серпня            | Internazionali di Tennis di San Marino Сан-Марино, Сан-Марино World Series Ґрунт – $275,000 – 32S/16D                                       | Крістіан Бранді Філіппо Мессорі 7–5, 6–4    | Брендон Коуп Давід Родіті      | Домінік Хрбати Карлос Коста | Крістіан Рууд Адріан Войня Хав'єр Санчес Андрей Павел         |
| 11 серпня           | RCA Championships Індіанаполіс, IN, USA Турнір Series Тверде – $915,000 – 56S/28D Одиночний розряд – Парний розряд                          | Йонас Бйоркман 6–3, 7–6(7–3)                | Карлос Моя                     | Вейн Феррейра Марк Вудфорд  | Магнус Ларссон Їржі Новак Андре Агассі Томмі Го               |
| 11 серпня           | RCA Championships Індіанаполіс, IN, USA Турнір Series Тверде – $915,000 – 56S/28D Одиночний розряд – Парний розряд                          | Майкл Теббутт Мікаель Тільстрем 6–3, 6–2    | Йонас Бйоркман Ніклас Культі   | Вейн Феррейра Марк Вудфорд  | Магнус Ларссон Їржі Новак Андре Агассі Томмі Го               |
| 11 серпня           | Pilot Pen International Нью-Гейвен (Коннектикут), CT, USA Турнір Series Тверде – $915,000 – 56S/28D Одиночний розряд – Парний розряд        | Євген Кафельников 7–6(7–4), 6–4             | Патрік Рафтер                  | Петр Корда Грег Руседскі    | Тім Генман Девід Вітон Ріхард Крайчек Серхі Бругера           |
| 11 серпня           | Pilot Pen International Нью-Гейвен (Коннектикут), CT, USA Турнір Series Тверде – $915,000 – 56S/28D Одиночний розряд – Парний розряд        | Магеш Бгупаті Леандер Паес 6–4, 6–7, 6–2    | Себастьян Ларо Алекс О'Браєн   | Петр Корда Грег Руседскі    | Тім Генман Девід Вітон Ріхард Крайчек Серхі Бругера           |
| 18 серпня           | Waldbaum's Hamlet Cup Лонг-Айленд, NY, USA World Series Тверде – $303,000 – 32S/16D Одиночний розряд – Парний розряд                        | Карлос Моя 6–4, 7–6(7–1)                    | Патрік Рафтер                  | Томас Енквіст Хуліан Алонсо | Майкл Чанг Річі Ренеберг Марк-Кевін Гелльнер Горан Іванишевич |
| 18 серпня           | Waldbaum's Hamlet Cup Лонг-Айленд, NY, USA World Series Тверде – $303,000 – 32S/16D Одиночний розряд – Парний розряд                        | Маркос Ондруска Давід Пріносіл 6–4, 6–4     | Марк Кейл Т. Дж. Міддлтон      | Томас Енквіст Хуліан Алонсо | Майкл Чанг Річі Ренеберг Марк-Кевін Гелльнер Горан Іванишевич |
| 18 серпня           | MFS Pro Tennis Championships Бостон, MA, USA World Series Тверде – $303,000 – 32S/16D Одиночний розряд – Парний розряд                      | Шенг Схалкен 7–5, 6–3                       | Марсело Ріос                   | Альберт Коста Джефф Таранго | Алекс Корретха Йохан ван Херк Грег Руседскі Ернан Гумі        |
| 18 серпня           | MFS Pro Tennis Championships Бостон, MA, USA World Series Тверде – $303,000 – 32S/16D Одиночний розряд – Парний розряд                      | Якко Елтінг Паул Гаргейс 6–4, 6–2           | Дейв Ренделл Джек Вейт         | Альберт Коста Джефф Таранго | Алекс Корретха Йохан ван Херк Грег Руседскі Ернан Гумі        |
| 25 серпня 1 вересня | Відкритий чемпіонат США з тенісу New York City, USA Grand Slam Тверде – $5,152,000 – 128S/64D/32XD Одиночний розряд – Парний розряд – Мікст | Патрік Рафтер 6–3, 6–2, 4–6, 7–5            | Грег Руседскі                  | Йонас Бйоркман Майкл Чанг   | Петр Корда Ріхард Крайчек Магнус Ларссон Марсело Ріос         |
| 25 серпня 1 вересня | Відкритий чемпіонат США з тенісу New York City, USA Grand Slam Тверде – $5,152,000 – 128S/64D/32XD Одиночний розряд – Парний розряд – Мікст | Євген Кафельников Даніель Вацек 7–6, 6–3    | Йонас Бйоркман Ніклас Культі   | Йонас Бйоркман Майкл Чанг   | Петр Корда Ріхард Крайчек Магнус Ларссон Марсело Ріос         |
| 25 серпня 1 вересня | Відкритий чемпіонат США з тенісу New York City, USA Grand Slam Тверде – $5,152,000 – 128S/64D/32XD Одиночний розряд – Парний розряд – Мікст | Рік Ліч Манон Боллеграф 3–6, 7–5, 7–6 (7–3) | Пабло Альбано Мерседес Пас     | Йонас Бйоркман Майкл Чанг   | Петр Корда Ріхард Крайчек Магнус Ларссон Марсело Ріос         |

### Вересень
| Тиждень    | Турнір | Чемпіони                                                      | Фіналісти                                  | Півфіналісти                         | Чвертьфіналісти                                               |
| ---------- | --- | ------------------------------------------------------------- | ------------------------------------------ | ------------------------------------ | ------------------------------------------------------------- |
| 8 вересня  | Marbella Open Марбелья, Іспанія World Series Ґрунт – $303,000 – 32S/16D Одиночний розряд – Парний розряд                      | Альберт Коста 6–3, 6–2                                        | Альберто Берасатегі                        | Гало Бланко Домінік Хрбати           | Андреа Гауденці Франсіско Ройг Карім Аламі Хуліан Алонсо      |
| 8 вересня  | Marbella Open Марбелья, Іспанія World Series Ґрунт – $303,000 – 32S/16D Одиночний розряд – Парний розряд                      | Карім Аламі Хуліан Алонсо 4–6, 6–3, 6–0                       | Альберто Берасатегі Хорді Бурільйо         | Гало Бланко Домінік Хрбати           | Андреа Гауденці Франсіско Ройг Карім Аламі Хуліан Алонсо      |
| 8 вересня  | Samsung Open Борнмут, Great Britain World Series Ґрунт – $375,000 – 32S/16D                                                   | Фелікс Мантілья 6–2, 6–2                                      | Карлос Моя                                 | Грег Руседскі Маркос Ондруска        | Давіде Скала Лукас Арнольд Кер Хакобо Діас Крістоф ван Гарссе |
| 8 вересня  | Samsung Open Борнмут, Great Britain World Series Ґрунт – $375,000 – 32S/16D                                                   | Кент Кіннієр Александар Кітінов 7–6, 6–2                      | Альберто Мартін Кріс Вілкінсон             | Грег Руседскі Маркос Ондруска        | Давіде Скала Лукас Арнольд Кер Хакобо Діас Крістоф ван Гарссе |
| 8 вересня  | President's Cup Ташкент, Узбекистан World Series Тверде – $328,000 – 32S/16D Одиночний розряд – Парний розряд                 | Тім Генман 7–6(7–2), 6–4                                      | Марк Россе                                 | Євген Кафельников Франсіско Клавет   | Андрій Столяров Хішам Аразі Хав'єр Санчес Вінс Спейдія        |
| 8 вересня  | President's Cup Ташкент, Узбекистан World Series Тверде – $328,000 – 32S/16D Одиночний розряд – Парний розряд                 | Вінченцо Сантопадре Вінс Спейдія 6–4, 6–7, 6–0                | Хішам Аразі Еял Ран                        | Євген Кафельников Франсіско Клавет   | Андрій Столяров Хішам Аразі Хав'єр Санчес Вінс Спейдія        |
| 15 вересня | Davis Cup Semifinals Washington, D.C., США – hard Норрчепінг, Швеція – carpet (i)                                             | Переможці півфіналів Сполучені Штати Америки 4–1 · Швеція 4–1 | Переможені у півфіналах Австралія · Італія |                                      |                                                               |
| 22 вересня | Grand Prix de Toulouse Тулуза, Франція World Series Тверде (i) – $375,000 – 32S/16D Одиночний розряд – Парний розряд          | Ніколас Кіфер 7–5, 5–7, 6–4                                   | Марк Філіппуссіс                           | Вінс Спейдія Алекс Радулеску         | Джастін Гімелстоб Арно Клеман Томмі Гаас Гійом Рау            |
| 22 вересня | Grand Prix de Toulouse Тулуза, Франція World Series Тверде (i) – $375,000 – 32S/16D Одиночний розряд – Парний розряд          | Якко Елтінг Паул Гаргейс 6–3, 7–6                             | Жан-Філіпп Флер'ян Максим Мирний           | Вінс Спейдія Алекс Радулеску         | Джастін Гімелстоб Арно Клеман Томмі Гаас Гійом Рау            |
| 22 вересня | Romanian Open Бухарест, Румунія World Series Ґрунт – $475,000 – 32S/16D                                                       | Річард Фромберг 6–1, 7–6(7–2)                                 | Андреа Гауденці                            | Марк-Кевін Гелльнер Франсіско Клавет | Карлос Коста Ніколас Лапентті Альберт Портас Хав'єр Санчес    |
| 22 вересня | Romanian Open Бухарест, Румунія World Series Ґрунт – $475,000 – 32S/16D                                                       | Луїс Лобо Хав'єр Санчес 7–5, 7–5                              | Гендрік Ян Давідс Даніель Оршанік          | Марк-Кевін Гелльнер Франсіско Клавет | Карлос Коста Ніколас Лапентті Альберт Портас Хав'єр Санчес    |
| 22 вересня | Кубок Великого шлему Мюнхен, Німеччина Grand Slam Cup Килим (i) – $6,000,000 – 16S                                            | Піт Сампрас 6–2, 6–4, 7–5                                     | Патрік Рафтер                              | Грег Руседскі Петр Корда             | Йонас Бйоркман Євген Кафельников Седрік Пйолін Марсело Ріос   |
| 29 вересня | Nokia Open Пекін, КНР World Series Тверде (i) – $303,000 – 32S/16D Одиночний розряд – Парний розряд                           | Джим Кур'є 7–6(12–10), 3–6, 6–3                               | Магнус Густафссон                          | Томас Юганссон Кеннет Карлсен        | Ян Крошлак Джанлука Поцці Байрон Блек Алекс О'Браєн           |
| 29 вересня | Nokia Open Пекін, КНР World Series Тверде (i) – $303,000 – 32S/16D Одиночний розряд – Парний розряд                           | Магеш Бгупаті Леандер Паес 7–5, 7–6                           | Джим Кур'є Алекс О'Браєн                   | Томас Юганссон Кеннет Карлсен        | Ян Крошлак Джанлука Поцці Байрон Блек Алекс О'Браєн           |
| 29 вересня | Swiss Indoors Базель, Швейцарія World Series Килим (i) – $975,000 – 32S/16D Одиночний розряд – Парний розряд                  | Грег Руседскі 6–3, 7–6(8–6), 7–6(7–3)                         | Марк Філіппуссіс                           | Тім Генман Петр Корда                | Євген Кафельников Маґнус Норман Томас Енквіст Ліонель Ру      |
| 29 вересня | Swiss Indoors Базель, Швейцарія World Series Килим (i) – $975,000 – 32S/16D Одиночний розряд – Парний розряд                  | Тім Генман Марк Россе 7–6, 6–7, 7–6                           | Карстен Браш Джим Грабб                    | Тім Генман Петр Корда                | Євген Кафельников Маґнус Норман Томас Енквіст Ліонель Ру      |
| 29 вересня | Campionati Internazionali di Sicilia Палермо, Італія World Series Ґрунт – $303,000 – 32S/16D Одиночний розряд – Парний розряд | Альберто Берасатегі 6–4, 6–2                                  | Домінік Хрбати                             | Алекс Корретха Хав'єр Санчес         | Франсіско Клавет Альберт Портас Марсело Філіппіні Карім Аламі |
| 29 вересня | Campionati Internazionali di Sicilia Палермо, Італія World Series Ґрунт – $303,000 – 32S/16D Одиночний розряд – Парний розряд | Ендрю Кратцманн Лібор Пімек 3–6, 6–3, 7–6                     | Гендрік Ян Давідс Даніель Оршанік          | Алекс Корретха Хав'єр Санчес         | Франсіско Клавет Альберт Портас Марсело Філіппіні Карім Аламі |

### Жовтень
| Тиждень   | Турнір | Чемпіони                                           | Фіналісти                          | Півфіналісти                       | Чвертьфіналісти                                                       |
| --------- | --- | -------------------------------------------------- | ---------------------------------- | ---------------------------------- | --------------------------------------------------------------------- |
| 6 жовтня  | Heineken Open Сінгапур, Сінгапур Турнір Series Килим (i) – $550,000 – 32S/16D                                      | Магнус Густафссон 4–6, 6–3, 6–3                    | Ніколас Кіфер                      | Томас Юганссон Мікаель Тільстрем   | Джонатан Старк Джим Кур'є Мартін Дамм Марсело Ріос                    |
| 6 жовтня  | Heineken Open Сінгапур, Сінгапур Турнір Series Килим (i) – $550,000 – 32S/16D                                      | Магеш Бгупаті Леандер Паес 6–4, 6–4                | Рік Ліч Джонатан Старк             | Томас Юганссон Мікаель Тільстрем   | Джонатан Старк Джим Кур'є Мартін Дамм Марсело Ріос                    |
| 6 жовтня  | CA-TennisTrophy Відень, Австрія Турнір Series Килим (i) – $675,000 – 32S/16D Одиночний розряд – Парний розряд      | Горан Іванишевич 3–6, 6–7(4–7), 7–6(7–4), 6–2, 6–3 | Грег Руседскі                      | Тім Генман Ріхард Крайчек          | Кароль Кучера Тодд Мартін Богдан Уліграх Магнус Ларссон               |
| 6 жовтня  | CA-TennisTrophy Відень, Австрія Турнір Series Килим (i) – $675,000 – 32S/16D Одиночний розряд – Парний розряд      | Елліс Феррейра Патрік Гелбрайт 6–3, 6–4            | Марк-Кевін Гелльнер Давід Пріносіл | Тім Генман Ріхард Крайчек          | Кароль Кучера Тодд Мартін Богдан Уліграх Магнус Ларссон               |
| 13 жовтня | IPB Czech Indoor Острава, Чехія World Series Килим (i) – $975,000 – 32S/16D                                        | Кароль Кучера 6–2 retired                          | Маґнус Норман                      | Горан Іванишевич Томас Мустер      | Їржі Новак Богдан Уліграх Дієго Наргісо Серхі Бругера                 |
| 13 жовтня | IPB Czech Indoor Острава, Чехія World Series Килим (i) – $975,000 – 32S/16D                                        | Їржі Новак Давід Рікл 6–2, 6–4                     | Доналд Джонсон Франсіско Монтана   | Горан Іванишевич Томас Мустер      | Їржі Новак Богдан Уліграх Дієго Наргісо Серхі Бругера                 |
| 13 жовтня | Grand Prix de Lyon Ліон, Франція World Series Килим (i) – $725,000 – 32S/16D Одиночний розряд – Парний розряд      | Фабріс Санторо 6–4, 6–4                            | Томмі Гаас                         | Марк Філіппуссіс Євген Кафельников | Седрік Пйолін Фелікс Мантілья Томас Енквіст Марк-Кевін Гелльнер       |
| 13 жовтня | Grand Prix de Lyon Ліон, Франція World Series Килим (i) – $725,000 – 32S/16D Одиночний розряд – Парний розряд      | Елліс Феррейра Патрік Гелбрайт 3–6, 6–2, 6–4       | Олів'є Делетр Фабріс Санторо       | Марк Філіппуссіс Євген Кафельников | Седрік Пйолін Фелікс Мантілья Томас Енквіст Марк-Кевін Гелльнер       |
| 20 жовтня | Eurocard Open Штутгарт, Німеччина Super 9 Килим (i) – $2,050,000 – 48S/24D Одиночний розряд – Парний розряд        | Петр Корда 7–6(8–6), 6–2, 6–4                      | Ріхард Крайчек                     | Йонас Бйоркман Патрік Рафтер       | Магнус Ларссон Ніколас Кіфер Тодд Мартін Марсело Ріос                 |
| 20 жовтня | Eurocard Open Штутгарт, Німеччина Super 9 Килим (i) – $2,050,000 – 48S/24D Одиночний розряд – Парний розряд        | Тодд Вудбрідж Марк Вудфорд 6–3, 6–3                | Рік Ліч Джонатан Старк             | Йонас Бйоркман Патрік Рафтер       | Магнус Ларссон Ніколас Кіфер Тодд Мартін Марсело Ріос                 |
| 20 жовтня | Abierto Mexicano de Tenis Мехіко, Мексика World Series Ґрунт – $305,000 – 32S/16D Одиночний розряд – Парний розряд | Франсіско Клавет 6–4, 7–6(9–7)                     | Хуан Альберт Вілока                | Ніколас Лапентті Фернандо Мелігені | Андре Са Еміліо Бенфеле Альварес Лукас Арнольд Кер Хуан Антоніо Марін |
| 20 жовтня | Abierto Mexicano de Tenis Мехіко, Мексика World Series Ґрунт – $305,000 – 32S/16D Одиночний розряд – Парний розряд | Ніколас Лапентті Даніель Оршанік 4–6, 6–3, 7–6     | Луїс Еррера Маріано Санчес         | Ніколас Лапентті Фернандо Мелігені | Андре Са Еміліо Бенфеле Альварес Лукас Арнольд Кер Хуан Антоніо Марін |
| 27 жовтня | Paris Open Paris, Франція Super 9 Килим (i) – $2,300,000 – 48S/24D Одиночний розряд – Парний розряд                | Піт Сампрас 6–3, 4–6, 6–3, 6–1                     | Йонас Бйоркман                     | Євген Кафельников Томас Енквіст    | Томас Мустер Грег Руседскі Ріхард Крайчек Гійом Рау                   |
| 27 жовтня | Paris Open Paris, Франція Super 9 Килим (i) – $2,300,000 – 48S/24D Одиночний розряд – Парний розряд                | Якко Елтінг Паул Гаргейс 6–2, 7–6                  | Рік Ліч Джонатан Старк             | Євген Кафельников Томас Енквіст    | Томас Мустер Грег Руседскі Ріхард Крайчек Гійом Рау                   |
| 27 жовтня | Cerveza Club Colombian Open Богота, Колумбія World Series Ґрунт – $303,000 – 32S/16D                               | Франсіско Клавет 6–3, 6–3                          | Ніколас Лапентті                   | Давіде Сангінетті Вінс Спейдія     | Еміліо Бенфеле Альварес Хорді Бурільйо Карлос Коста Фернандо Мелігені |
| 27 жовтня | Cerveza Club Colombian Open Богота, Колумбія World Series Ґрунт – $303,000 – 32S/16D                               | Луїс Лобо Фернандо Мелігені 6–1, 6–3               | Карім Аламі Мауріс Руа             | Давіде Сангінетті Вінс Спейдія     | Еміліо Бенфеле Альварес Хорді Бурільйо Карлос Коста Фернандо Мелігені |

### Листопад
| Тиждень      | Турнір | Чемпіони                                        | Фіналісти                      | Півфіналісти                                            | Чвертьфіналісти                                                                              |
| ------------ | --- | ----------------------------------------------- | ------------------------------ | ------------------------------------------------------- | -------------------------------------------------------------------------------------------- |
| 3 листопада  | Chevrolet Cup Сантьяго, Чилі World Series Ґрунт – $303,000 – 32S/16D Одиночний розряд – Парний розряд                                          | Хуліан Алонсо 6–2, 6–1                          | Марсело Ріос                   | Марсело Філіппіні Хорді Бурільйо                        | Фернандо Мелігені Радомир Вашек Маріано Пуерта Олівер Гросс                                  |
| 3 листопада  | Chevrolet Cup Сантьяго, Чилі World Series Ґрунт – $303,000 – 32S/16D Одиночний розряд – Парний розряд                                          | Гендрік Ян Давідс Ендрю Кратцманн 7–6, 5–7, 6–4 | Хуліан Алонсо Ніколас Лапентті | Марсело Філіппіні Хорді Бурільйо                        | Фернандо Мелігені Радомир Вашек Маріано Пуерта Олівер Гросс                                  |
| 3 листопада  | Кубок Кремля Moscow, Росія World Series Килим (i) – $1,125,000 – 32S/16D Одиночний розряд – Парний розряд                                      | Євген Кафельников 7–6(7–2), 6–4                 | Петр Корда                     | Деніел Нестор Вейн Блек                                 | Саргис Саргсян Мартін Дамм Даніель Вацек Алекс О'Браєн                                       |
| 3 листопада  | Кубок Кремля Moscow, Росія World Series Килим (i) – $1,125,000 – 32S/16D Одиночний розряд – Парний розряд                                      | Мартін Дамм Цирил Сук 6–4, 6–3                  | Девід Адамс Фабріс Санторо     | Деніел Нестор Вейн Блек                                 | Саргис Саргсян Мартін Дамм Даніель Вацек Алекс О'Браєн                                       |
| 3 листопада  | Stockholm Open Стокгольм, Швеція World Series Килим (i) – $800,000 – 32S/16D Одиночний розряд – Парний розряд                                  | Йонас Бйоркман 3–6, 7–6(7–2), 6–2, 6–4          | Ян Сімерінк                    | Патрік Рафтер Грег Руседскі                             | Тім Генман Кароль Кучера Седрік Пйолін Магнус Ларссон                                        |
| 3 листопада  | Stockholm Open Стокгольм, Швеція World Series Килим (i) – $800,000 – 32S/16D Одиночний розряд – Парний розряд                                  | Марк-Кевін Гелльнер Річі Ренеберг 6–3, 3–6, 7–6 | Елліс Феррейра Патрік Гелбрайт | Патрік Рафтер Грег Руседскі                             | Тім Генман Кароль Кучера Седрік Пйолін Магнус Ларссон                                        |
| 10 листопада | ATP Tour World Championships Singles Ганновер, Німеччина ATP Tour World Championships Тверде (i) – $3,300,000 – 8S (RR) Одиночний розряд       | Піт Сампрас 6–3, 6–2, 6–2                       | Євген Кафельников              | Йонас Бйоркман Карлос Моя                               | Круговий турнір Патрік Рафтер Грег Руседскі Томас Мустер Серхі Бругера Тім Генман Майкл Чанг |
| 17 листопада | ATP Tour World Championships Doubles Гартфорд (Коннектикут), CT, USA ATP Tour World Championships Килим (i) – $500,000 – 8D (RR) Парний розряд | Рік Ліч Джонатан Старк 6–3, 6–4, 7–6(7–3)       | Магеш Бгупаті Леандер Паес     | Тодд Вудбрідж / Марк Вудфорд Якко Елтінг / Паул Гаргейс | Тодд Вудбрідж / Марк Вудфорд Якко Елтінг / Паул Гаргейс                                      |
| 24 листопада | Davis Cup by BNP Paribas Final Гетеборг, Швеція – carpet (i)                                                                                   | Швеція · 5–0                                    | Сполучені Штати Америки        |                                                         |                                                                                              |

## Рейтинг ATP
| 30 грудня 1996 | 30 грудня 1996      | 30 грудня 1996 |
| #              | Тенісист            | Країна         |
| -------------- | ------------------- | -------------- |
| 1              | Піт Сампрас         | США            |
| 2              | Майкл Чанг          | США            |
| 3              | Горан Іванишевич    | Хорватія       |
| 4              | Євген Кафельников   | Росія          |
| 5              | Томас Мустер        | Австрія        |
| 6              | Борис Бекер         | Німеччина      |
| 7              | Ріхард Крайчек      | Нідерланди     |
| 8              | Андре Агассі        | США            |
| 9              | Томас Енквіст       | Швеція         |
| 10             | Вейн Феррейра       | ПАР            |
| 11             | Марсело Ріос        | Чилі           |
| 12             | Тодд Мартін         | США            |
| 13             | Альберт Коста       | Іспанія        |
| 14             | Стефан Едберг       | Швеція         |
| 15             | Джим Кур'є          | США            |
| 16             | Магнус Густафссон   | Швеція         |
| 17             | Ян Сімерінк         | Нідерланди     |
| 18             | Фелікс Мантілья     | Іспанія        |
| 19             | Міхаель Штіх        | Німеччина      |
| 20             | Альберто Берасатегі | Іспанія        |

| 29 грудня 1997 | 29 грудня 1997    | 29 грудня 1997  | 29 грудня 1997 | 29 грудня 1997 | 29 грудня 1997 | 29 грудня 1997 |
| #              | Тенісист          | Країна          | Пункти         | Від            | До             | Зміна          |
| -------------- | ----------------- | --------------- | -------------- | -------------- | -------------- | -------------- |
| 1              | Піт Сампрас       | США             | 4547           | 1              | 1              | ▬              |
| 2              | Патрік Рафтер     | Австралія       | 3210           | 2              | 63             | ▲ 61           |
| 3              | Майкл Чанг        | США             | 3189           | 2              | 4              | ▼ 1            |
| 4              | Йонас Бйоркман    | Швеція          | 2949           | 4              | 65             | ▲ 61           |
| 5              | Євген Кафельников | Росія           | 2690           | 3              | 11             | ▼ 1            |
| 6              | Грег Руседскі     | Велика Британія | 2617           | 4              | 56             | ▲ 41           |
| 7              | Карлос Моя        | Іспанія         | 2508           | 5              | 28             | ▲ 21           |
| 8              | Серхі Бругера     | Іспанія         | 2367           | 6              | 66             | ▲ 58           |
| 9              | Томас Мустер      | Австрія         | 2353           | 2              | 12             | ▼ 4            |
| 10             | Марсело Ріос      | Чилі            | 2317           | 6              | 13             | ▲ 1            |
| 11             | Ріхард Крайчек    | Нідерланди      | 2299           | 5              | 19             | ▼ 4            |
| 12             | Алекс Корретха    | Іспанія         | 2275           | 4              | 26             | ▲ 13           |
| 13             | Петр Корда        | Чехія           | 2261           | 8              | 34             | ▲ 21           |
| 14             | Густаво Куертен   | Бразилія        | 2215           | 8              | 89             | ▲ 73           |
| 15             | Горан Іванишевич  | Хорватія        | 2176           | 2              | 38             | ▼ 12           |
| 16             | Фелікс Мантілья   | Іспанія         | 2110           | 11             | 19             | ▲ 2            |
| 17             | Тім Генман        | Велика Британія | 1929           | 14             | 24             | ▲ 7            |
| 18             | Марк Філіппуссіс  | Австралія       | 1809           | 13             | 42             | ▲ 11           |
| 19             | Альберт Коста     | Іспанія         | 1778           | 9              | 23             | ▼ 6            |
| 20             | Седрік Пйолін     | Франція         | 1534           | 20             | 46             | ▲ 2            |

## Статистична інформація

### Титули за тенісистами
- Піт Сампрас (8)
- Фелікс Мантілья (5)
- Майкл Чанг(5)
- Йонас Бйоркман (3)
- Горан Іванишевич (3)
- Євген Кафельников (3)
- Алекс Корретха (3)
- Алекс Корретха (3)
- Ріхард Крайчек (3)
- Джим Кур'є (3)
- Марк Філіппуссіс (3)
- Тім Генман (2)
- Франсіско Клавет (2)
- Альберт Коста (2)
- Томас Мустер (2)
- Грег Руседскі (2)
- Томас Юганссон (2)
- Марсело Філіппіні (2)
- Хуліан Алонсо (1)
- Хішам Аразі (1)
- Альберто Берасатегі (1)
- Тодд Вудбрідж (1)
- Кріс Вудруфф (1)
- Філіп Девулф (1)
- Ктіслав Доседель (1)
- Томас Енквіст (1)
- Магнус Густафссон (1)
- Ніколас Кіфер (1)
- Петр Корда (1)
- Ян Крошлак (1)
- Кароль Кучера (1)
- Густаво Куертен (1)
- Андрій Медведєв (1)
- Карлос Моя (1)
- Маґнус Норман (1)
- Седрік Пйолін (1)
- Патрік Рафтер (1)
- Марсело Ріос (1)
- Марк Россе (1)
- Фабріс Санторо (1)
- Саргис Саргсян (1)
- Шенг Схалкен (1)
- Джейсон Столтенберг (1)
- Мікаель Тільстрем (1)
- Річард Фромберг (1)

### Титули за країнами
- США 16
- Іспанія 15
- Швеція 9
- Австралія 7
- Велика Британія 4
- Нідерланди 4
- Хорватія 3
- Росія 3
- Австрія 2
- Чехія 2
- Франція 2
- Словаччина 2
- Уругвай 2
- Вірменія 1
- Бельгія 1
- Бразилія 1
- Чилі 1
- Німеччина 1
- Марокко 1
- Швейцарія 1
- Україна 1

## Зовнішні посилання
- Офіційний сайт ATP
- Офіційний сайт ITF